# Osage River
Der Osage River (benannt nach dem Volk der Osage) ist ein 444 km langer rechter Nebenfluss des Missouri River im US-Bundesstaat Missouri.
Der Osage River gehört zu den größten Flüssen in Missouri.
Der Fluss entwässert hauptsächlich ländliche Gebiete. Das Einzugsgebiet beträgt 15.300 km² und umfasst
Ost-Zentral-Kansas sowie einen großen Teil von West-Zentral-Missouri, wo er den nordwestlichen Teil des Ozark-Plateaus entwässert.
Der Fluss fließt überwiegend in östlicher Richtung. Auf den letzten 80 km ändert er seine Fließrichtung nach Nordosten, bis er auf den Missouri River trifft.
Ein großer Teil des Flusses wurde in eine Seenlandschaft umgewandelt – bestehend aus den beiden Stauseen Harry S. Truman Reservoir und Lake of the Ozarks.